# Епархия Нельсона
Епархия Нельсона (лат. Dioecesis Nelsonensis) — епархия Римско-Католической церкви с центром в городе Нельсон, провинция Британская Колумбия, Канада. Епархия Нельсона входит в архиепархию Ванкувера.

## История
22 февраля 1936 года Римский папа Пий XI издал буллу «Universorum christifidelium», которой учредил епархию Нельсона, выделив её из архиепархии Ванкувера.

## Ординарии епархии
- епископ Martin Michael Johnson (18.07.1936 — 27.11.1954);
- епископ Thomas Joseph McCarthy (5.05.1955 — 9.11.1958);
- епископ Wilfrid Emmett Doyle (9.11.1958 — 6.11.1989);
- епископ Peter Joseph Mallon (6.11.1989 — 9.06.1995);
- епископ Eugene Jerome Cooney (15.03.1996 — 30.11.2007);
- епископ John Dennis Corriveau (30.11.2007 — по настоящее время).

## Источник
- Annuario Pontificio, Libreria Editrice Vaticana, Città del Vaticano, 2003, ISBN 88-209-7422-3
- Bolla Universorum christifidelium, AAS 28 (1936), стр. 389  (лат.)